# دفاء
الدِفاء هو غطاء لإبريق الشاي، مصنوع تقليدياً من القماش. فهو يعزل إبريق الشاي، ويحافظ على محتوياته دافئة.